# Hattengehau
Hattengehau ist ein Ortsteil von Schnellmannshausen und gehört seit 1994 zur Stadt Treffurt im Wartburgkreis in Thüringen.

## Lage
Hattengehau besteht aus drei vermutlich im 17. Jahrhundert neu errichteten Gehöften und einem nach 1990 am Ortsrand erbauten Wohnhaus. Die Kleinsiedlung liegt an der Bundesstraße 250 im Abschnitt Creuzburg – Schnellmannshausen. Etwa 500 Meter südlich befindet sich der Schnellmannshäuser Ortsteil Volteroda, 300 Meter nördlich das ebenfalls zu Schnellmannshausen gehörende Gehöft Schrapfendorf. Westlich der Bundesstraße fließt der in einem Graben eingeleitete Schnellmannshäuser Bach nach Norden zur Werra ab.

## Geschichte
Der Ortsname Hattengehau wird als die Rodungssiedlung (Rodungsart „Gehau“) eines „Hatto“ gedeutet, mit der Besiedlung soll bereits vor 1000 begonnen worden sein. Das Schnellmannshäuser Tal zählte im Hochmittelalter zum Besitz der Herren von Treffurt, deren Herrschaftsmittelpunkt, die Burg Normannstein noch in Sichtweite liegt. Im 14. Jahrhundert wurde die Herrschaft der Treffurter gewaltsam beendet, zuvor tobte über mehrere Jahrzehnte eine blutige Familienfehde mit den Spangenberger Vettern. Die als Ganerbschaft Treffurt verwalteten Gebiete stellen nur einen Rest der zuvor bereits von den Landgrafen von Hessen und Thüringen und den erzbischöflich-mainzischen Truppen eingenommenen Orte dar. Der zur Landgrafschaft Thüringen (Amt Creuzburg) als Entschädigung für die Kriegskosten abgetrennte Teil umfasst das obere Schnellmannshäuser Tal mit Volteroda, Schrapfendorf und Hattengehau sowie den halben (oberen) Teil von Schnellmannshausen. Am Ende des 14. Jahrhunderts waren mit Ausnahme von Schnellmannshausen alle Orte im Tal (zu denen auch noch die Orte Reimannshausen und Hilvershausen) gehörten, zu Wüstungen geworden.
Die Neubesiedlung erfolgte zögerlich, vermutlich erst im 16. Jahrhundert. Schrapfendorf, Hattengehau und Volteroda waren nach Schnellmannshausen eingepfarrt, in der Bevölkerung wurden die Ortsnamen durch die relativen Angaben „Unterster Hof“ – für Schrapfendorf, „Mittelhof“ für Hattengehau und „Oberster Hof“ für Volteroda ersetzt. Volteroda erfuhr das stärkste Bevölkerungswachstum und profitierte wohl auch von seiner Nähe zur alten Heerstraße Lange Hessen. Im Jahr 1786 wurde das Gehöft Hattengehau erstmals urkundlich erwähnt. Der Gedenkstein für den Scherbdaer Pfarrer Höppner erinnert indirekt an die Beschwernisse der Kleinstaaterei im 19. Jahrhundert. Wegen der noch bestehenden Landesgrenze gehörte im 19. Jahrhundert die Schnellmannshäuser Kirche zum Königreich Preußen. Volteroda, Hattengehau, Schrapfendorf und die zu Sachsen-Weimar-Eisenach gehörenden Einwohner von Schnellmannshausen mussten in Scherbda zur Kirche gehen. Pfarrer Höppner verstarb in der Nähe von Hattengehau in einem Unwetter. Von 1945 bis 1989 lag Hattengehau in Grenznähe und konnte ab 1961 nur mit einem Passierschein besucht werden. Die drei in Hattengehau wohnenden Bauern gründeten um 1960 eine eigene LPG, die jedoch bald mit der LPG in Schnellmannshausen verschmolz, auch Schrapfendorf und Volteroda wurden übernommen. 1994 wurde das Gehöft in Treffurt eingemeindet.

## Sonstiges
In den 1990er Jahren schuf die Treffurter Band PILSATOR unter anderem die Ulk-Songs „Hattengehau (Super Maxi)“ und „Unser Dorf soll kleiner werden“. Letzteres in Anlehnung an die Dorferneuerungswettbewerbe "Unser Dorf soll schöner werden.